# EWHL Super Cup 2023
Der EWHL Super Cup 2023 war die 13. Austragung des EWHL Super Cups. Der Wettbewerb im Fraueneishockey wurde von der European Women’s Hockey League (EWHL) organisiert.

## Modus und Teilnehmer
Die neun teilnehmenden Mannschaften spielen in drei Gruppen aufgeteilt jeweils in einer Einfachrunde Jeder gegen jeden. Für einen Sieg gab es drei Punkte; für einen Sieg nach Verlängerung (Sudden Victory Overtime) oder Penaltyschießen bekam der Sieger zwei Punkte, der Verlierer einen.
Für das Finalturnier des Super Cups am 14. und 15. Oktober 2023 qualifizierten sich vier Mannschaften – jeweils die Gruppenersten sowie der beste Gruppenzweite.

## Vorrunde

### Gruppe A
| Pl. |                   | Sp | S | OTS | OTN | N | Tore | Punkte |
| --- | ----------------- | -- | - | --- | --- | - | ---- | ------ |
| 1.  | Hokiklub Budapest | 2  | 2 | 0   | 0   | 0 | 9:1  | 6      |
| 2.  | EC Graz Huskies   | 2  | 1 | 0   | 0   | 1 | 3:4  | 3      |
| 3.  | Aisulu Almaty     | 2  | 0 | 0   | 0   | 2 | 2:9  | 0      |

### Gruppe B
| Pl. |                | Sp | S | OTS | OTN | N | Tore | Punkte |
| --- | -------------- | -- | - | --- | --- | - | ---- | ------ |
| 1.  | MAC Budapest   | 2  | 2 | 0   | 0   | 0 | 5:1  | 6      |
| 2.  | ŠKP Bratislava | 2  | 1 | 0   | 0   | 1 | 5:2  | 3      |
| 3.  | Lakers Kärnten | 2  | 0 | 0   | 0   | 2 | 0:7  | 0      |

### Gruppe C
| Pl. |                                | Sp | S | OTS | OTN | N | Tore | Punkte |
| --- | ------------------------------ | -- | - | --- | --- | - | ---- | ------ |
| 1.  | EV Zug                         | 2  | 1 | 1   | 0   | 0 | 11:3 | 5      |
| 2.  | ECDC Memmingen                 | 2  | 1 | 0   | 1   | 0 | 11:5 | 4      |
| 3.  | Budapest Jégkorong Akadémia HC | 2  | 0 | 0   | 0   | 2 | 1:15 | 0      |

## Finalturnier
Für das Finalturnier in Zug qualifizierten sich die der HK Budapest, ECDC Memmingen, MAC Budapest und der gastgebende EV Zug.
Der ECDC Memmingen und MAC Budapest erreichten das Finale, in dem sich der ECDC Memmingen mit 3:0 durchsetzte. Damit gewannen die Indians zum zweiten Mal nach 2017 den Super Cup.

### Spiele
Halbfinale
| 14. Oktober 2023 15:00 Uhr | Hokiklub Budapest Madeline Leidt (28:01) Réka Dabasi (42:48) Boglárka Báhiczki-Tóth (47:08) | 3:4 n. P. (0:1, 1:1, 2:1, 0:0, 0:1) Spielbericht | ECDC Memmingen Anne Bartsch (4:00) Jule Schiefer (32:59) Andrea Lanzl (55:08) Jule Schiefer (PS) | Academy Arena, Zug Zuschauer: 12 |

| 14. Oktober 2023 15:00 Uhr | MAC Budapest Alexandra Huszák (3:59) Bieke van Nes (52:30) Alexandra Huszák (62:34) | 3:2 n. V. (1:2, 0:0:, 1:0, 1:0) Spielbericht | EV Zug Lara Stalder (10:28) Lena-Marie Lutz (18:43) | Bossard Arena, Zug Zuschauer: k. A. |

Spiel um Platz 3
| 15. Oktober 2023 12:00 Uhr | Hokiklub Budapest | 0:1 (0:0, 0:0, 0:1) Spielbericht | EV Zug Leonie Kutzer (53:09) | Bossard Arena, Zug Zuschauer: 403 |

Finale
| 15. Oktober 2023 15:30 Uhr | MAC Budapest | 0:3 (0:0, 0:1, 0:2) Spielbericht | ECDC Memmingen Daria Gleißner (23:31) Jule Schiefer (43:39) Ronja Hark (49:13) | Bossard Arena, Zug Zuschauer: 121 |

## Auszeichnungen
EWHL All-Star-Team
- Torhüterin: Zsuzsa Révész (MAC)
- Verteidigung: Franciska Kiss-Simon (HKB) – Daria Gleißner (ECDC)
- Angriff: Laura Kluge (ECDC) – Alexandra Huszák (MAC)  – Lara Stalder (EVZ)

Beste Torhüterin
- Lilly Uhrmann (ECDC)

Topscorerin
- Lara Stalder (EVZ)
- Jule Schiefer (ECDC)